# Alfa Romeo Arna
Alfa Romeo Arna (Серия 920) — компактный автомобиль, производившийся итальянской автомобильной компанией Alfa Romeo Nissan Autoveicoli S.p.A. в 1983—1987 годы. Компания была основана 9 октября 1980 года. Владельцами данной компании в соотношении 50:50 являлись итальянская Alfa Romeo и японский Nissan Motor Company.

## История
9 октября 1980 года президент Nissan Такаси Исихара и президент Alfa Romeo Этторе Массачези (итал. Ettore Massacesi) подписали соглашение в Токио по поводу сотрудничества между двумя компаниями. Данное соглашение позволило создать совместное рискованное предприятие, названое AR.N.A. S.p.A. (итал. Alfa Romeo Nissan Autoveicoli). Итальянский Премьер-министр Франческо Коссига одобрил сделку на фоне сильной оппозиции в надежде укрепить судьбу государственного производителя, культового, но теряющего огромные деньги.
Главной задачей данной компании по указу руководства Alfa Romeo, включая Массачези и исполнительного директора Коррадо Инноченти (итал. Corrado Innocenti), было создание достойного конкурента в ряде хетчбэков, где успех был у компактного Volkswagen Golf и Lancia Delta, доказывавшие своё превосходство. Поэтому, они надеялись в союзе с Nissan создать быструю и дешевую успешную модель в этом сегменте. В течение этого периода времени, Европейские страны занимались протекционизмом, охранявшие государственных автомобильных производителей. Например, во Франции был запрет на ввоз автомобилей японского производства. Сотрудничество с Alfa Romeo, которая контролировала крупные европейские рынки по продаже автомобилей, рассматривалось Ниссаном как хорошая защита своих автомобилей и хорошим шансом закрепиться на европейском рынке.

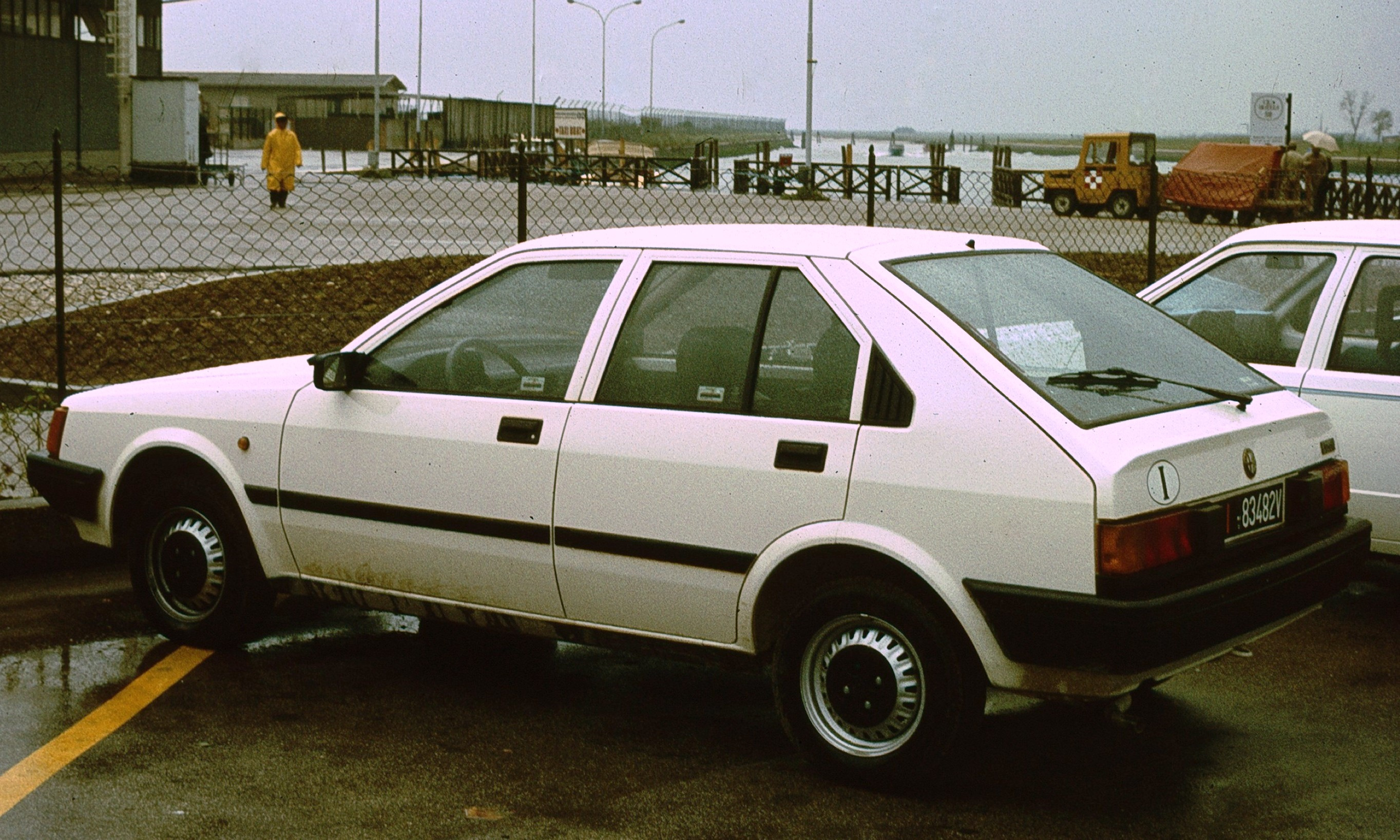
Alfa Romeo Arna (пятидверный вариант)

По совместному плану, новый завод был построен в Пратола-Серре близ Неаполя. Кузовные детали производились в Японии Ниссаном, а затем отправлялись в Италию для конечной установки.
Производство по соглашению было начато в 1983 году с Франкфуртского автосалона. Имя автомобиля Arna — акроним от Alfa Romeo Nissan Autoveicoli. Arna является по сути близнецом Nissan Pulsar / Nissan Cherry. Известные также как Nissan Cherry Europe на европейских рынках и Nissan Pulsar Milano в Японии. Отличием от этих моделей был установленный двигатель Alfa Romeo с Alfasud, трансмиссия и передняя подвеска собственной разработки. Однако, задняя независимая подвеска была производства Nissan. Итальянские автомобили под брендом Nissan Cherry Europe было легко опознать по задним фонарям, которые похоже на Arna, а не встроенные в кузов на японских Cherry.
Пока British Leyland и Honda договаривались об ограниченном партнёрстве в Великобритании, Альянс Nissan-Alfa Romeo был первым примером европейского и японского производителя с совместным капиталовложением в производство и развитие. Европейским экономическим сообществом было высказано опасение, что по иронии судьбы будущим владельцем Alfa Фиатом данный союз и успех этого партнёрства станет троянским конём для японских производителей в несправедливой конкуренции, которая приведёт к уничтожению европейской автомобильной промышленности.
Однако такие опасения быстро сошли на нет после дебюта Arna. Стало очевидно, что Arna имела худшие качества от каждого из своих родителей. Особенностью Arna стало низкое качество и безразличие во время сборки механических агрегатов от Alfa Romeo, а также сомнительный и непривлекательный безвкусный дизайн от Nissan, характерный для японских автомобилей того времени. Это несоответствие привело к быстрому спаду продаж Arna. Arna занимает 26 место в книге Ричарда Портера «Ужасные автомобили» (англ. "Crap Cars").
В 1986 году владельца Alfa Romeo Istituto per la Ricostruzione Industriale накрыли крупные неудачи. Поэтому глава IRI Романо Проди выставил Alfa Romeo на продажу. Fiat стал единоличным владельцем Alfa Romeo. Первое решение Фиата стало прекращение производства Arna из-за её непопулярности, ужасных продаж и безуспешного соглашения об альянсе Alfa Romeo-Nissan. Производство прекратилось в 1987 году, с этого момента Фиат вывел на рынок конкурентоспособную модель Alfa Romeo 33 для укрепления позиций в этом сегменте.

## Комплектации
В начале производства Arna была доступна в 3-дверном и 5-дверном кузове с установленным 1,2-литровым оппозитным двигателем с Alfasud мощностью 62 л. с. В 1984 году была представлена 3-дверная Ti-версия с 1,3-литровым четырёхцилиндровым оппозитным двигателем мощностью 86 л. с. (63 кВт), который способен разогнать автомобиль до 170 км/ч (110 миль/ч). В ноябре 1984 года (модельный ряд 1985-го) принёс более мощным 1,2-литровый двигатель с похожей конфигурацией: 68 л. с. (50 кВт). Новые модели имели незначительные изменения в отделке салона. Чуть позднее модели версии Ti получили 1,5-литровые двигатели, которые также устанавливались на Nissan Cherry Europe GTI. Более мощные 1,5-литровые Ti/Cherry GTI имели максимальную скорость в 175 км/ч (109 миль/ч).

## Двигатели
| Двигатель | Тип    | Объём       | Мощность                           |
| --------- | ------ | ----------- | ---------------------------------- |
| 1.2 л.    | flat-4 | 1186 куб.см | 63 л. с.                           |
| 1.2 л.    | flat-4 | 1186 куб.см | 68 л. с. при 6000 об./мин          |
| 1.4 л.    | flat-4 | 1350 куб.см | 71 л. с. или 86 л. с. 5800 об./мин |
| 1.5 л.    | flat-4 | 1490 куб.см | 95 л. с.                           |